# Rhetus arcius
Rhetus arcius es una especie de mariposa de la familia Riodinidae.

## Localización
Esta especie y las subespecies se encuentran distribuidas por México, Colombia, Honduras, Costa Rica, Ecuador, Panamá, Venezuela y Perú.

## Subespecies
- Rhetus arcius amycus (Stichel, 1909)
- Rhetus arcius angustifascia (Lathy, 1932)
- Rhetus arcius castigatus (Stichel, 1909)
- Rhetus arcius huana (Saunders, 1858)
- Rhetus arcius pacificus (Stichel, 1924)
- Rhetus arcius thia (Morisse, 1837)